# 해금정책
해금정책(海禁政策) 또는 단순히 해금(海禁, 영어: haijin, sea ban)은 명대 초기부터 청대 초기에 이르기까지 해상 사무역과 연안 정착을 금지하는 고립주의 정책의 일환이다. 공식적인 선포를 거쳤음에도 해금 정책은 실제로 강요되지는 않았으며, 교역은 방해 없이 지속되었다. 청초 반청 세력 진압을 위해 실시한 천계령(遷界令, Great Clearance)이 연안의 공동체들을 파괴하는 효과가 더 명확하였다.
원의 지지자들을 소탕하는 가운데, 일본 왜구를 대처하기 위하여 해금령이 처음으로 내려졌으나, 이는 오히려 역효과를 낳았다. 16세기 해적과 밀무역이 만연하였고, 여기에 종사하는 사람들은 정책에 따라 생업이나 터전을 빼앗긴 중국인들이 대다수였다. 중국의 대외 무역은 비정기적이고 값비싼 조공사절단으로 제한되었다. 그리고 토목보의 변(土木堡의 變) 이후 몽골의 군사적 압박은 정화(鄭和) 선단과 건조의 폐기를 불러왔다. 융경(隆慶) 원년(1567) ‘융경개양(隆慶開洋)’으로 인한 해금 정책의 완화(혹은 완료)로 해적은 무시할 수준이 되었지만, 수정된 형태로 청대까지 지속되었다. 이것이 광주십삼행(廣州十三行)에 의한 광동체제(廣東體制) 혹은 캔턴시스템(Canton System)을 불러왔으며, 동시에 19세기 발발한 제1차 아편전쟁과 제2차 아편전쟁의 원인이 된 아편 밀무역을 야기하기도 하였다.
중국의 정책은 에도막부(江戶幕府)의 ‘가이킨(海禁)’ 혹은 ‘사코쿠(鎖國)’ 정책으로 모방되었다. 조선 역시 이를 모방하였고, 그 결과 19세기 말 개항이 있기 전까지 조선은 ‘은둔자의 나라(Hermit Kingdom)’라고 지칭되었다.

## 명의 해금

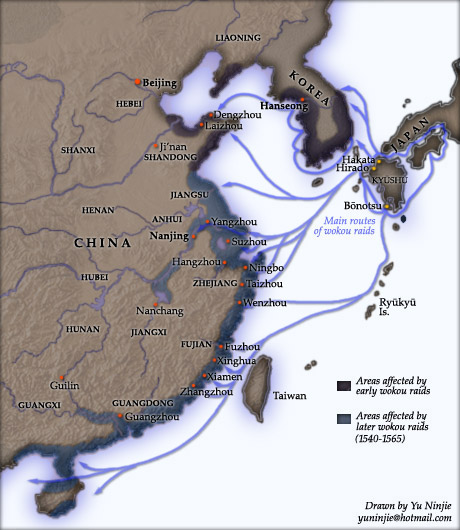
14~16세기 왜구 침략, 초기 해적들은 고립된 일본 섬들에서 발생하였지만, 일본인뿐 아니라 조선인과 중국인들도 참여하였다. 후기왜구(後期倭寇)는 해금으로 생업을 잃은 중국인들이 대부분 참여하였다.

### 배경
14세기는 동아시아 전역이 혼돈에 빠진 시기였다. 1330년경, 제2차 선페스트 유행(bubonic plague pandemic)이 몽골에서 발생하였고, 하북(河北)과 산서(山西)의 인구 대다수 및 기타 지역의 100만에 달하는 인구가 희생되었다. 1351년부터 1354년까지 3년 동안은 다른 유행병이 폭발하였다. 정부의 소금 전매와 황하를 통한 심각한 홍수에 의한 기존의 반란들은 홍건적의 난(紅巾賊의 亂, Red Turban Rebellion)을 야기했다. 1368년 명(明)이 건국되었지만, 원의 잔존세력으로 북쪽의 토곤 테무르(Toghon Temür)의 북원(北元)과 남쪽의 운귀(雲貴) 지역 양왕(梁王) 세력과의 전쟁은 끝나지 않았다. 공민왕(恭愍王)은 몽골로부터 독립하였고, 홍건적이 평양(平壤)을 초토화시켜면서 빼앗긴 북변 지역들을 수복하였다. 일본의 경우, 고다이고 천황(後醍醐天皇)의 겐무복구가 가마쿠라막부(鎌倉幕府)를 전복시키는 것에 성공했지만, 결국에는 무로마치막부(室町幕府)로 대체되었다.
일본 주변부에 대한 통제 약화는 왜구(倭寇)들이 고립된 섬들을 중심으로 기반을 마련하게 하였다. 특히 쓰시마(對馬), 잇키(壹岐), 고토 열도(五島列島)가 그러했다. 왜구들은 일본 본토뿐 아니라 한반도와 중국 대륙까지 침략하였다.
반란군 지도자 주원장(朱元璋)은 예산 세원으로서 해외무역을 고취하였다. 그러나 명의 첫 황제 홍무제(洪武帝)로 등극하면서, 홍무4년(1371) 주원장은 해금령을 반포하였다. 모든 해외 무역은 공식적인 조공사절단을 통해서만 가능하였다. 조공무역은 명조의 대표단과 '속국(vassal state)' 사이에 이뤄졌다. 사무역 종사자는 적발 시에 사형에 처해졌으며, 그 가족과 이웃은 유배형에 처해졌다. 홍무17년(1384), 영파(寧波), 광주(廣州), 천주(泉州)에 있던 시박제거사(市舶提擧司, Maritime Trade Intendancies)를 철폐하였다. 선박, 선창, 조선소는 파괴되었고, 항구는 바위와 소나무 말뚝으로 차단되었다. 일반적으로 해금은 중화제국과 관련시키고 있지만, 세원으로서 장려하였고 특히 당(唐), 송(宋), 원(元)대에 중요하였던 해외무역을 장려한 기존의 전통과는 어긋난 것이었다.
정화 원정대는 명조 정부가 해외 교역을 독점하려는 목적도 있었다. 1449년 토목보의 변으로 정통제(正統帝, 훗날의 천순제天順帝)가 몽골에게 체포되면서 몽골이 급부상함에 따라 원정은 중단되었다. 큰 규모를 자랑하던 해외 사무역으로 인해 전투용 말과 같은 물품을 명조가 구입하려는 것에 있어 가격 경쟁을 불러왔고, 재정은 재배치되어야 했다. 그러나 정화 원정의 중단으로 동남아시아와 인도양에서의 중국인 교역은 지속되었다. 명 후기에는 동남아에서 중국인들이 수행한 사무역 혹은 밀무역이 급증하였다.
만력41년(1613), 명조는 장강(長江) 남쪽과 북쪽 지방 간의 해상교역을 금지시켰다. 이를 통해 선장들이 강소성(江蘇省, 당시는 남직례성南直隸省)으로 가서 일본으로 방향을 트는 것을 막고자 하였다.

### 원인
일반적으로 해금은 해적에 대항하여 국가가 수립한 방어책의 결과라고 하지만, 그 반작용은 너무나도 막대하였음에도 오랜 기간동안 시행되었기에, 다른 설명이 제시되어 왔다. 첫 번째 주장은 명이 중국 물품에 대한 일본의 필요성을 이용하여 일본을 항복시키려 했다는 것이다. 홍무제는 외국이 중국 백성을 규합하여 자신의 통치에 도전할 것을 막고자 해금을 고안했다는 것을 암시하였다. 예를 들어, 홍무제는 스리비자야 왕국(Srivijaya kingdom)의 간첩 행위를 의심하였기에 교역을 금지시켰다. 교역을 활용하는 것은 외국 정부들이 조공체제를 준수하고 비협조적인 통치자들을 압박하도록 유도하는 강력한 도구가 되기도 하였다. 금의 유출을 금지한 송과 원의 정책과의 유사점으로 인해, 일부에서는 홍무제가 칙령을 통한 통화 발행을 지키려는 의도였다고 말한다. 홍무제의 정책 시행은 1450년까지 지속되었다. (1425년, 위조 동전 만연과 하이퍼인플레이션은 사람들이 원래 가치의 0.014%로만 교역을 하고 있었다는 것을 보여주었다.) 다른 주장으로는 유교적 인(仁)의 통치를 고취하고 대외관계로부터 발생하는 욕심을 제거하려는 홍무제의 의지가 낳은 부작용,틀:Fnp 혹은 중앙 조정을 위하여 남방 백성들을 약화시키려는 계책이었다고도 본다. 그럼에도 홍무제가 북원 잔존 세력으로부터 국가를 지키려는 것을 우선시하였으며 해금령과 지방관들을 남겨두고 이에 관한 자신의 언급을 조훈(祖訓, 조상의 훈계,  Ancestral Injunctions)으로 남겨두어 이어나가게 한 것은 사실이다.

### 효과
10년 조공 사절단이 오로지 선박 2척만 끌고 올 수 있는 등, 해금은 선한 행동을 한 국가들에 대한 보상과 일본 정권이 밀무역자와 해적을 근절하도록 하는 유인책치고는 지나치게 적은 것을 제공하였다. 무로마치막부에게 자신의 군대가 일본의 도적을 생포하고 전멸시키고 곧바로 일본으로 진격하여 일본국왕을 감금시키겠다는 홍무제의 전언에 대하여, 쇼군은 대국이 일본을 침범할 수 있어도 우리 소국은 막아낼 책략이 없는 것은 아니라고 답변하였다.
해금이 명군으로 하여금 원의 잔존 세력을 없애고 변경을 안정화하는 의무로부터 해방시켰지만, 지방 자원들을 묶어 두었다. 74개 연안 수비대는 광동 광주에서 산동(山東)에까지 이르러 설치되었다. 이는 영락(永樂) 연간의 일이었다. 이러한 전초 기지들은 이론적으로 11만명의 백성들이 필요로 했다. 교역세 수입의 상실은 만성적인 자금난을 야기했다. 특히 절강(浙江)과 복건(福建) 지역이 그러했다. 중국과 일본의 연안 지역을 빈곤에 빠뜨리고 정권에 반발하게 하는 방식으로 명조가 해결해야 한다고 천명한 문제를 오히려 확대시켰다. 정몽주(鄭夢周, 1338~1392)와 이마가와 사다요(今川貞世, 1326~1420?)는 최초로 왜구들과 단독으로 상대하였다. 이마가와는 노획물과 노예들을 한반도로 돌려보냈다. 1405년, 아시카가 요시미츠(足利義滿)는 20명 이상의 왜구들을 중국에 해송하였는데, 이들은 영파에서 산채로 가마솥에 삶아졌다. 그러나 중국에 대한 침략이 계속되면서 가정(嘉靖) 연간에 가장 지독하였다. 16세기, 가정대왜구(嘉靖大倭寇, Jiajing wokou raids) 시기 ‘왜구’와 ‘동이(東夷)’는 대부분 일본인이 아니었다.
그럼에도, 홍무제는 조훈을 통해서 해금을 내렸기 때문에, 이후 명대 대부분은 대체로 철저히 준수되었다. 17~18세기, 경항대운하(京杭大運河)를 통하여 남방의 농토와 북방의 전장이 연결되었다. 뇌물 수수와 무관심은 지방관의 재량권을 확대하여, 포르투갈인들이 광주(1517년 페르낭 피르스 드 안드라드Fernão Pires de Andrade), 쌍서(雙嶼, 포르투갈 사료에서는 ‘영파’를 음역한 Liampo), 천주(泉州, 포르투갈 스페인 사료에서는 Chincheu)에서 교역하기 시작하였지만, 단속 역시 심하여, 1520년대 포르투갈인들의 추방령이 내려졌고, 1547년 절강 영파와 복건 장주(漳州) 앞바다 섬들, 1549년 복건 장주 월항(月港)에서 밀무역을 수행하던 포르투갈인들 역시 쫓겨났다. 1557년 포르투갈인들은 마카오 정착을 인가받았지만, 중국을 도와 해적을 압박한 지 몇 년 뒤에야 이뤄진 것이었다.
해금은 초기에는 강요할 수 없었고 제대로 시행된 적도 없었다. 지방관들도 밀무역에 자주 종사하였고 교역 제한 칙령을 무시하기도 하였다. 군관들은 교역 거래를 중개해줬고 연안 지역 유력 가문들도 교역 수익에 의존했다. 평민들도 교역 관련 산업에 종사하였다. 교역 제한을 집행할 관직 대부분은 공석이었고, 시박제거사는 폐지되었다. 조정은 해외교역 문제를 무시하였다. 1520년대, 황제의 의례 관련 정책을 반대한 관료들이 제안한 교역 중단 시도에 대하여, 황제는 모두 거부하였다. 불법 무역을 대신하여 정부의 지휘하에 극소수의 교역만이 수행되었다. 1530년대 내각대학사(內閣大學士)는 연안의 절강성 출신이었으며, 해금 시행 시도를 차단하고자 하였다. 1540년대 조정이 임명한 관원 주환(朱紈)은 밀무역을 차단하기 위한 가장 중요한 조처를 내렸지만, 밀무역 소탕을 추진하였던 주환은 불법적인 살인을 했다는 이유로 조정에 의해 고소되어 혁직당하였다.
융경(隆慶) 원년(1567), 해금 정책의 일반적인 폐기(혹은 일부 완화)가 있은 후에야 해적은 무시할 수 있는 수준으로 떨어졌다. 그것은 융경제(隆慶帝)의 등극과 복건순무(福建巡撫)의 간청이 있었기에 가능하였다. 중국 상인들은 일본과의 무역, 그리고 무기 혹은 철, 황, 구리와 같은 무기 제조에 들어가는 재료로서 해외 수출이 엄격히 금지되었던 물품들에 대한 밀무역을 제외한 모든 해외 무역에 종사하는 것이 허용되었다. 해외무역 종사자 수는 허가증 발급과 할당제도를 통하여 제한되었다. 1년 이상 중국을 떠나 무역에 종사할 수 없었다. 만력 27년(1599), 해상 무역을 감독하는 기구가 광주(廣州)와 영파(寧波)에 재건되었으며, 중국 상인들은 해징현(海澄縣) 월항(月港)을 번성하게 하였다.. 하지만 왕조의 쇠락이 금령을 이어 나갈 수 없다는 인식이 있었음에도 불구하고, 해금의 종언은  제국의 사상에 있어 근본적인 변심을 의미하지는 않았다. 명조는 최대한 규제를 강하게 하려고 하였고 외국인들은 중국인 서민과의 직접적인 거래에 대한 금령 하에, 국가로부터 인정받은 대리인들을 통하여 사업을 하는 것으로 제한되었다. 거주시설을 지을 수 있었지만 외국인들의 도래는 느렸다. 월항 상인들은 1570년 마르틴 데 고이티의 마닐라 정복이 있던 한 해에 스페인인과의 교역을 진행하고 있었다. 그러나 만력17년(1589)에 이르러서야 교역을 확장하고자 상인들의 허가증을 확충하려는 해징측 요구에 대해 명조가 허용하였다.  숭정 12년(1639), 공과급사중(工科給事中) 부원초(傅元初)의 상주문은 복건과 네덜란드령 포르모사(대만) 간의 교역이 해금을 완벽하게 작동하지 못하도록 하는 본보기가 되었다.
해금의 소멸은 아메리카 대륙에서 온 스페인 갤리온(galleon) 선박들이 도착함과 동시에 진행되었다. 이는 다음 17세기까지 어떠한 방해 요소도 없었던 전지구적 교역 링크를 형성하였다.

### 전지구적 교역 체계에서의 중국
중국은 세계무역이라는 바퀴를 굴리는데 필요한 톱니바퀴와 같은 역할이었다. 해금에도 불구하고 명의 일본과의 교역은 밀무역업자나 동남아시아 항구 혹은 포르투갈인들을 통하여 방해받지 않고 지속되었다. 중국은 완전히 세계 무역 체계 안으로 통합되었다.
유럽 국가들은 비단과 도자기 등 중국 상품에 대한 수요가 상당하였다. 유럽인들은 중국이 요구하는 어떠한 상품이나 물품이 없었다. 그래서 이들은 무역 손실을 메우기 위하여 은을 교역하였다. 대항해시대(Age of Exploration) 스페인인들은 대량의 은을 발견하였는데, 대부분은 페루 일대 포토시(Potosí) 은광산에서 나왔으며, 이는 무역 경제를 가속화시켰다. 스페인령 아메리카 대륙의 은광산들은 세계에서 가장 저렴한 은광원이었다. 200년간 40,000톤에 달하는 은을 생산하였다. 아메리카와 일본에서 생산된 대량의 은의 최종 목적지는 중국이었다. 1500년부터 1800년까지 멕시코(Mexico)와 페루는 세계 은의 약 80%에 달하는 양을 생산하였으며, 이중 30%는 최종 목적지가 중국이었다. 16세기 말에서 17세기 초, 일본 역시 상당량의 은을 중국에 수출하였다. 아메리카 대륙산 은은 대부분 대서양을 횡단하여 극동으로 유입되었다. 은 수출의 가장 큰 전초 기지는 동남아시아 국가, 특히 필리핀이었다. 마닐라는 아메리카, 일본, 인도, 인도네시아, 중국 간의 물품 교환의 주요 전초 기지였다. 그러나 아메리카 대륙으로부터 태평양을 직접 횡단한 대량의 은도 있었다.
마닐라를 경유한 명과의 교역은 스페인 제국 예산 수입의 주요원이자, 필리핀제도 식민지의 기반이 되는 수익원이 되었다. 1593년, 2척 혹은 그 이상의 선박들이 매년 각 항구로부터 출발하여 항해하였다. 갤리온 무역은 대부분 복건 항구 지역 출신 상인들에 의하여 공급되었다. 이들은 마닐라로 와서 스페인인들에게 향료, 도자기, 상아, 칠기, 명주, 기타 고가의 상품들을 판매하였다. 화물은 항해 때마다 달랐지만, 모든 아시아 지역으로부터 온 상품들을 포함하였다. 중국으로부터는 옥, 밀랍, 화약, 비단이 왔다. 인도로부터는 호박, 면, 양탄자가 있었다. 인도네시아와 말레이시아로부터는 향료가 왔다. 일본으로부터는 부채, 상자, 병풍, 도자기 등 다양한 물품이 왔다.

## 청의 해금

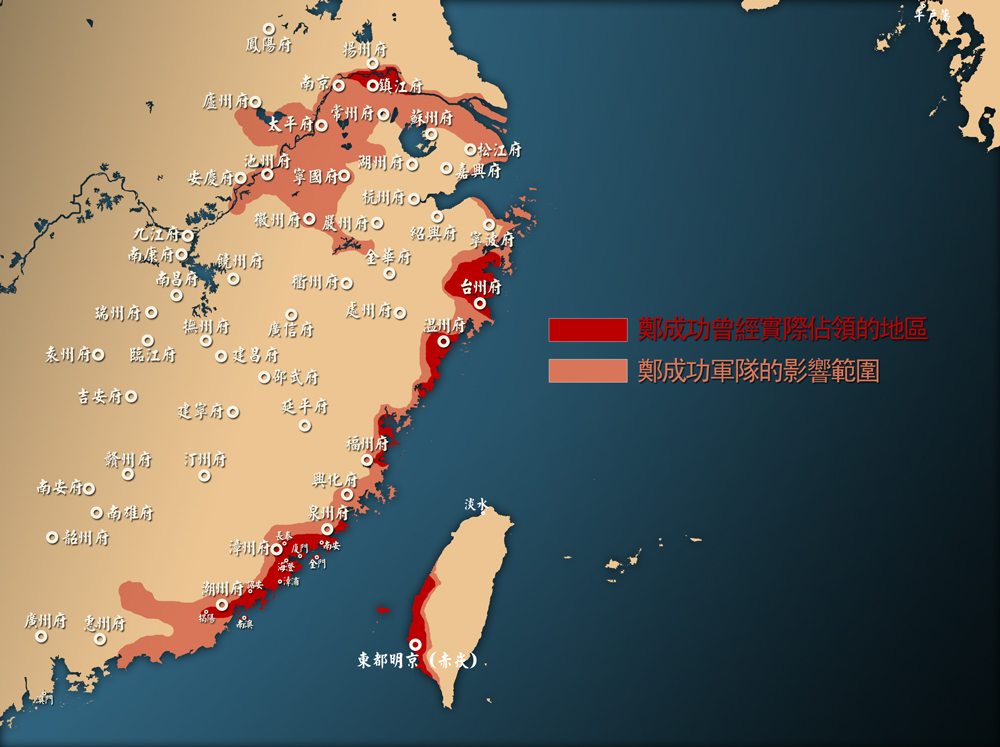
정성공(鄭成功)과 남명(南明) 정권 영역(붉은색) 혹은 영향권역(분홍색).

### 배경
청(淸, 1616~1911)은 산해관(山海關) 입관(入關) 이후 남방으로 확장하였을 당시, 남명(南明)은 정씨왕조(鄭氏王朝)의 지원에 있었다. 정지룡(鄭芝龍)은 절강(浙江)으로 향하는 경로를 양도한 대신 풍족한 은퇴 생활을 누렸지만, 그의 아들이자 ‘국성야(國姓爺, Koxinga)’로 잘 알려진 정성공(鄭成功)은 대만도에 주둔한 네덜란드인들로부터 통제권을 빼앗아 온 후, 하문(廈門)에서 계속 저항하였다. 정씨왕조는 동녕국(東寧國)이라는 독립국가를 세웠지만 순치18년(1661) 본토 기반지로부터 쫓겨났다.

### 정책
도르곤(多爾袞, 1612~1650) 섭정기(1643~1650)에 해당하는 순치4년(1647), 해금이 부활했지만 그다지 효과가 없었고, 이후 순치14년에 더욱 강력한 정책이 강희제(康熙帝)의 등극과 함께 시행되었다. ‘천계(遷界, Great Clearance, Frontier Shift)’라는 소개령은 광동, 복건, 절강, 강소, 그리고 산동 일부의 거주민들은 자신들의 재산을 파괴하고 내륙으로 이주해야 했으며30–50 li (about 16–26 km or 10–16 mi), 청군은 경계 표석을 세우고 이 표석을 넘어가는 경우 사형에 처하였다. 선박은 파괴되었고 해외 교역은 다시 마카오(Macao)를 통하는 것으로만 제한되었다. 다음해에는 억제와 조정 작업이 수행되었고, 다시 그 다음해에는 광동성 번우(番禺), 순덕(順德), 신회(新會), 동관(東莞), 중산(中山) 등 5개 현의 거주민들이 다시 이전하였다. 조정 관료들의 상주문들에 이어, 강희 8년(1669) 이후 소개령은 더 이상 내려지지 않았다. 강희 23년(1684), 동녕국(東寧國)의 궤멸 이후, 다른 금령들도 점차 사라지기 시작하였다. 강희 24년(1685), 광주, 하문, 영파, 송강(松江)에는 해외무역을 관장하는 세관직이 설치되었다. 각각 월해관(粤海關), 민해관(閩海關), 절해관(浙海關), 강해관(江海關)에 해당한다.
그러나 변발 강요와 같은 청조의 억압 정책은 중국 교역자들로 하여금 대량으로 이민을 하는 원인이 되었고, 강희제는 군사적 영향을 두려워하기 시작하였다. 자카르타(Jakarta) 이민사회는 10만 명 정도에 달하였고, 명조의 후예들이 루손(Luzón)에 거주한다는 소문이 돌았다. 강희56년(1717) 남해(南海) 교역 금령이 발행되었고, 항구에서의 검열과 여행 제한이 더욱 강화되었다. 해외 이민자들은 3년 내로 귀환해야 하며 이를 어길 경우 사형에 처한다는 지시가 공포되었다. 또한 앞으로 해외 이민을 할 경우에도 사형에 처한다는 법령도 내려졌다.
옹정 5년(1727), 남해에서의 합법적인 교역이 재개되었다. 하지만 영국동인도회사는 영파의 물가와 관세가 광주의 물가와 관세보다 더 낮다는 사실을 발견하였다. 이는 건륭 20년(1755)부터 건륭 22년(1757)에 이르기까지 동인도회사의 교역 방향을 북쪽으로 향하게 하였다. 요금을 인상함으로써 영국인들의 북진을 억제하려 건륭제의 시도는 실패하였다. 건륭 22년 겨울, 건륭제는 영어로 ‘캔톤(Canton)’이라고 하는 광주를 해외 교역상들에게 허용된 유일한 항구로 지정하였다. 이 지시는 실제로 다음해인 건륭 23년(1758)에 시행되었다. 이른바 광동체제 혹은 캔턴시스템(Canton System)이 시작되었다. 공행(公行, Cohong)과 광동십삼행(廣東十三行, Thirteen Factories)가 지정되어, 외국인들은 반드시 공행 혹은 광동십삼행을 통해 교역을 수행해야 했다. 그러나 외국인과 교역하는 중국 상인들은 이러한 제한을 받지 않았다.

### 효과
청조의 최초 금령은 정성공이 내륙에 끼치는 영향력을 축소시켰고, 이로 인해 동녕국이 멸망하게 되었다. 또한 대만(臺灣)이 청조의 판도에 편입되었다.
그럼에도 불구하고, 청조에 작성한 독무(督撫)들의 상주문에 기록된 바에 의하면, 대만의 편입은 중국인들에게는 큰 손해였다. 강희제의 천계령이 있기 전인 순치 16년(1659), 금복(Jin Fu)의 상주문은 해외 무역 금령이 은의 중국 유입을 제한하여 화폐 공급에 심각한 손해를 끼치게 되었으며, 교역 기회 상실로 중국 상인들은 1년에 7,8백만량을 손해보게 되었다고 주장하였다. 정책은 연안 일대에 반란과 해적을 불러일으켰고, 동시에 암시장에 대한 혜택을 제공하였다. 천계령은 중국 남방 연안 지역을 파괴하였다. 심천(深圳)과 홍콩 사이에 소재한 신안현(新安縣) 즉 오늘날의 보안현(寶安縣) 주민 중 순치 18년(1661) 내륙으로 쫓겨난 약 16,000명 가운데, 1,648명만이 강희 8년(1669)에 고향으로 돌아갔다고 기록되어 있다. 강희 8년과 강희 10년(1671) 강력한 태풍은 지역 사회를 더욱 파괴하였고 재정착을 좌절시켰다. 교역 제한이 해소되자, 복건과 광동은 상당한 이민 유출이 발생하였다. 위두인(圍頭人) 혹은 본지(本地, Punti)라고 지칭되는 이전 거주자들과 객가인(客家人)과 같은 신입 사이의 갈등은 장기적인 불화를 야기, 이러한 불화는 1850년대에서 1860년대의 이른바 토객계투(土客械鬪, Punti-Hakka Clan Wars) 혹은 토객충돌(土客衝突)로 비화되었다. 이는 20세기까지 광동 해적의 원동력이 되었다.
대중 교역에 종사하는 유럽국가들은 매우 광범위하여 아시아 상인들에게 공급할 은의 부족이라는 위기를 겪게 하였다. 은 공급이 유럽에서 저하됨에 따라 유럽인들은 수요가 높은 중국 상품을 구입할 능력이 더욱 줄어들었다. 상인들은 더 이상 서방에 중국물품을 판매하여 얻는 이익을 통하여 중국 무역을 유지할 수 없었으며, 중국에서 물품을 구입하는데 있어 필요한 유럽에서의 은괴 유통을 중단시켰다.

건륭제가 실시하여 광동체제를 수립시킨 금령은 광동 공행들에게 있어 수익성이 매우 높았으며, 또한 광주의 세금 기반과 해외 은의 유입을 평준화시켰다. 이로 인해 공행 중 한 명인 상인 호관(浩官, Howqua) 즉 오병감(伍秉鑒)은 세계에서 가장 부유한 인물 중 한 명이 되었다. 광동체제 하에서 건륭제는 허가된 중국 상인들에게만 교역을 제한시켰지만, 영국 정부 입장에서는 교역에 대한 독점 헌장을 영국동인도회사에게만 발급하였다. 이러한 독점 체제는 19세기 서방에서 자유무역(free trade) 발상이 일반화되는 19세기까지 지속되었다. 광동체제는 중국상인들이 세계 다른 지역과의 교역에 있어 영향을 주지는 않았다. 중국상인들은 이들은 돛이 세 개 달린 대형 대양 정크선을 타고 다니면서 세계무역(global trade)에 상당 수준으로 종사하였다. 시암(Siam), 인도네시아, 필리핀(Philippines)을 왕래항해 하면서, 이들은 세계 무역 체계의 중요한 촉진제가 되었다. 이러한 시대에 대하여 칼 트로키(Carl Trocki)는 전지구적 상업에 있어 ‘중국의 세기(Chinese century)’라고 묘사하였다. 중국 상인들은 하문(아모이)과 마카오에서 스페인인과 포르투갈인 등 서구인들과 자유롭고 합법적으로 교역할 수 있었다. 혹은 마닐라(Manila)나 바타비아(Batavia)와 같은 중국 이외의 해외 항구에서 여타 다른 국가들과 교역을 수행하였다. 그러나 은괴에 대한 수입을 제한함으로써, 17세기에 차가 전국적으로 음용되었던 영국에게 무역수지(balance of trade)를 조정할 수 있는 방법을 강구하는데 있어 강한 압박을 가하였다. 이로 인해 인도 평원에서 자란 아편이 되었고, 이는 매우 활성화되고 중요해졌다. 이로 인해 양광총독(兩廣總督) 임칙서(林則徐)는 아편 밀무역에 대한 기존의 금령을 강하게 적용하였고, 이는 제1차 아편전쟁을 촉발시키면서 동시에 19세기 청조의 통치권에 제한을 가하는 불평등 조약의 발단이 되었다. 도광 22년(1842) 남경조약(南京條約)으로 하문(廈門, 당시 영문 표기 Amoy), 복주(福州, 당시 영문 표기 Fuchow), 영파(寧波, 당시 영문 표기 Ningpo), 상해(上海)를 개항시켰지만, 1911년 신해혁명까지 합법적인 교역은 이러한 특정 항구에서만 실시되었다.

## 같이 보기
- 명대 경제(Economy of the Ming dynasty), 1912년 이전 중국 경제사(Economic history of China before 1912)
- 제1차 아편전쟁과 제2차 아편전쟁
- 대분기(Great Divergence)
- 고립주의(Isolationism)
- 쇄국(鎖國, Sakoku) : 에도막부의 해금 정책

## 참고자료

### 인용
1. ↑  [네이버 지식백과] 해금 정책 [海禁政策] (Basic 고교생을 위한 세계사 용어사전, 2002. 9. 25., 강상원).....명 · 청 두 왕조가 시행한 해상 교통 · 무역 · 어업 등에 대한 제한 정책이다. 명나라에서는 1371년 홍무제가 왜구에 대한 방어책으로서 외국과의 교역 및 해외 도항을 금한 데에서 시작되었다. 그 뒤 밀무역이 성행하고 단속을 강화하면 오히려 왜구가 더 극성을 부리곤 하여 1567년에 금령을 완화하였다.
2. ↑  Martin (2001), 14쪽.
3. 1 2  McNeill (1998).
4. 1 2 3  Wang (1980), 31쪽.
5. 1 2  Ōta, Kōki (2004), 《『倭寇: 日本あふれ活動史』 [Wakō: Nihon Afure Katsudōshi]》, Bungeisha, 98쪽. (일본어)
6. 1 2  Kawazoe, Shōji (1996), 《「対外関係の史的展開」 [Taigai Kankei no Shiteki Tenkai]》, Bunken Shuppan, 167쪽. (일본어)
7. 1 2 3  Von Glahn (1996), 90쪽.
8. 1 2  Von Glahn (1996), 116쪽.
9. ↑  Von Glahn (1996), 91쪽.
10. ↑  Li (2010), 3쪽.
11. 1 2 3 4 5 6  Li (2010), 4쪽.
12. ↑  Mote, Frederick W.; Twitchett, Denis (1988). 《The Cambridge History of China Vol. 7: The Ming Dynasty 1368-1644》. Cambridge University Press. 270쪽. ISBN 978-0-521-24332-2.
13. ↑  Waley-Cohen, Joanna (2000). 《The Sextants of Beijing: Global Currents in Chinese History》. New York, London: W. W. Norton and Company. 49쪽. ISBN 039324251X.
14. ↑  Mote, Frederick W.; Twitchett, Denis (1988). 《The Cambridge History of China Vol. 7: The Ming Dynasty 1368-1644》. Cambridge University Press. 256쪽. ISBN 978-0-521-24332-2.
15. 1 2  Von Glahn (1996), 281쪽.
16. 1 2 3 4  Li (2010), 13쪽.
17. ↑  Mote, Frederick W.; Twitchett, Denis (1988). 《The Cambridge History of China Vol. 7: The Ming Dynasty 1368-1644》. Cambridge University Press. 169쪽. ISBN 978-0-521-24332-2.
18. ↑  Mote, Frederick W.; Twitchett, Denis (1988). 《The Cambridge History of China Vol. 7: The Ming Dynasty 1368-1644》. Cambridge University Press. 396쪽. ISBN 978-0-521-24332-2.
19. ↑  Fairbank & al. (2006), 134쪽.
20. ↑  Embree, Ainslie Thomas;  외. (1997), 《Asia in Western and World History: A Guide for Teaching》, Armonk: M.E. Sharpe, ISBN 978-1-56324-264-9, OCLC 32349203.
21. ↑  Li (2010), 12쪽.
22. ↑  Kang (2007), 28쪽.
23. ↑  Tsai, Henry Shih-shan (2001), 《Perpetual Happiness: The Ming Emperor Yongle》, University of Washington Press, ISBN 0-295-98124-5.
24. 1 2 3  Shi (2006), 7쪽.
25. 1 2  Li (2010), 17쪽.
26. ↑  Takekoshi, Yosaburō (1967), 《The Economic Aspects of the History of the Civilization of Japan》, 344쪽.
27. ↑  Li (2010)
28. ↑  Li (2010), 168쪽.
29. ↑  Knight's (1841), 136쪽.
30. ↑  Von Glahn (1996), 117쪽.
31. 1 2 3 4  Von Glahn (1996), 118쪽.
32. ↑  Mote, Frederick W.; Twitchett, Denis (1988). 《The Cambridge History of China Vol. 7: The Ming Dynasty 1368-1644》. Cambridge University Press. 168–169, 302, 396, 490–495, 509쪽. ISBN 978-0-521-24332-2.
33. ↑  Deng (1999).
34. 1 2 3 4 5  Shi (2006), 8쪽.
35. ↑  Von Glahn (1996), 119쪽.
36. ↑  Mote, Frederick W.; Twitchett, Denis (1988). 《The Cambridge History of China Vol. 7: The Ming Dynasty 1368-1644》. Cambridge University Press. 504–505쪽. ISBN 978-0-521-24332-2.
37. ↑  Flynn, Dennis Owen; Giraldez, Arturo (2002). “Cycles of Silver: Global Economic Unity through the Mid-Eighteenth Century”. 《Journal of World History》 13 (2): 391–427. doi:10.1353/jwh.2002.0035. ISSN 1527-8050. S2CID 145805906.
38. ↑  Waley-Cohen, Joanna (2000). 《The Sextants of Beijing: Global Currents in Chinese History》. New York, London: W. W. Norton and Company. 52–54쪽. ISBN 039324251X.
39. ↑  Flynn, Dennis O.; Giráldez, Arturo (1995). “Born with a "Silver Spoon": The Origin of World Trade in 1571”. 《Journal of World History》 6 (2): 201–221. JSTOR 20078638.
40. 1 2  Frank, Andre (July 1998). 《Reorient》. ISBN 9780520214743.
41. ↑  “A Century of Lawmaking”. 《Library of Congress》. 2018년 5월 23일에 확인함.
42. ↑  Stein, Stanley J.; Stein, Barbara H. (2000). 《Silver, Trade, and War: Spain and America in the Making of Early Modern Europe》. Johns Hopkins University Press. 21쪽.
43. 1 2  Flynn, Dennis O.; Giráldez, Arturo (2002). “Cycles of Silver: Global Economic Unity through the Mid-Eighteenth Century”. 《Journal of World History》 13 (2): 391–427. doi:10.1353/jwh.2002.0035. JSTOR 20078977. S2CID 145805906.
44. 1 2  Flynn, Dennis O. (1995). “Born with a "Silver Spoon": The Origin of World Trade in 1571”. 《Journal of World History》 (University of Hawaii Press).
45. 1 2  Flynn, Dennis O.; Giraldez, Arturo (1996). “Silk for Silver: Manila-Macao Trade in the 17th Century”. 《Philippine Studies》 44 (1): 52–68. JSTOR 42634185.
46. ↑  Schurz, William Lytle. The Manila Galleon, 1939. P 193.
47. ↑  Mejia, Javier. “The Economics of the Manila Galleon”. New York University, Abu Dhabi.
48. 1 2  Hayes (1974), 119쪽.
49. 1 2 3 4 5  Shi (2006), 9쪽.
50. 1 2  Shi (2006), 10쪽.
51. ↑  Waley-Cohen, Joanna (2000). 《The Sextants of Beijing: Global Currents in Chinese History》. New York, London: W. W. Norton and Company. 99쪽. ISBN 039324251X.
52. ↑  Von Glahn (1996), 216쪽.
53. ↑  Hayes (1974), 127–8쪽.
54. ↑  Peyrefitte, Alain (1992). 《The Immobile Empire—The first great collision of East and West—the astonishing history of Britain's grand, ill-fated expedition to open China to Western Trade, 1792–94》. Alfred A. Knopf.
55. ↑  Gray, Jack (2002). 《Rebellions and Revolutions: China from the 1800s to 2000》. New York: Oxford University Press. 22–3쪽.
56. ↑  Conrad Schirokauer; Miranda Brown (2012). 《A Brief History of Chinese Civilization》 4, illurat판. Cengage Learning. 221쪽. ISBN 978-0495913238.
57. ↑  Po, Chung-yam (2013년 6월 28일). 《Conceptualizing the Blue Frontier: The Great Qing and the Maritime World in the Long Eighteenth Century》 (PDF) (학위논문). Ruprecht-Karls-Universität Heidelberg. 149–150쪽.
58. ↑  Peer Vries (2015). 《State, Economy and the Great Divergence: Great Britain and China, 1680s-1850s》. Bloomsbury Publishing. 353–354쪽. ISBN 978-1472526403.

### 문헌
- 〈Commercial Intercourse with China〉, 《Knight's Store of Knowledge for All Readers》, Charles Knight & Co., 1841, 129–152쪽.
- Deng Gang (1999), 《Maritime Sector, Institutions, and Sea Power of Premodern China》, Greenwood Press, ISBN 0-313-30712-1.
- Fairbank, John K.;  외. (2006), 《China: A New History》 2판, Cambridge: Harvard University Press, ISBN 0-674-01828-1.
- Hayes, James W. (1974), “The Hong Kong Region: Its Place in Traditional Chinese Historiography and Principal Events since the Establishment of Hsin-an County in 1573” (PDF), 《Journal of the Royal Asiatic Society Hong Kong Branch》 (Hong Kong) 14: 108–135, ISSN 1991-7295.
- Kang, David Chan-oong (2007), 《China Rising: Peace, Power, and Order in East Asia》, New York: Columbia University Press, ISBN 978-0-231-14188-8.
- Li Kangying (2010), 《The Ming Maritime Trade Policy in Transition, 1368 to 1567》, Wiesbaden: Otto Harrassowitz, ISBN 9783447061728.
- Martin, Sean (2001), 《Black Death》, Harpenden, 14쪽.
- McNeill, William Hardy (1998), 《Plagues and Peoples》, Anchor, ISBN 978-0-385-12122-4.
- Shi Zhihong (2006), 〈China's Overseas Trade Policy and Its Historical Results: 1522–1840〉, 《Intra-Asian Trade and the World Market》, Studies in the Modern History of Asia, Abingdon: Routledge, 4–23쪽, ISBN 9781134194087.
- Von Glahn, Richard (1996), 《Fountain of Fortune: Money and Monetary Policy in China, 1000–1700》, Berkeley: University of California Press, ISBN 0-520-20408-5.
- Wang Xiangrong (1980), 〈Periodizing the History of Sino-Japanese Relations〉 (PDF), 《Sino-Japanese Studies》 2.